# Limită a unui șir
| n   | n sin(1/n) |
| --- | ---------- |
| 1   | 0.841471   |
| 2   | 0.958851   |
| ... |            |
| 10  | 0.998334   |
| ... |            |
| 100 | 0.999983   |

Pe masură ce n crește, valoarea n sin(1/n) devine tot mai apropiată de 1. Spunem că limita acestui șir este 1.
Termenul de limită a unui șir este unul dintre cele mai importante concepte ale analizei matematice reale, fiind un caz particular al conceptului de limită.
Acesta oferă definiția riguroasă a faptului că un șir converge spre un anumit punct numit limită.

## Istoric
Conceptul are ca punct de plecare probleme practice de calcul, de exemplu al dobânzii cu capitalizare.

## Definiție
- Pentru un șir de numere reale {\displaystyle \{x_{n}|n\in \mathbb {N} \}\;}

Un număr real L se numește limita șirului xn, notându-se sub forma:
{\displaystyle \lim _{n\to \infty }x_{n}=L,}
dacă și numai dacă pentru orice număr real ε > 0, există un număr natural N astfel încât pentru orice n > N avem |xn−L| < ε.
- Pentru un șir de puncte {\displaystyle \{x_{n}|n\in \mathbb {N} \}\;} într-un spațiu metric M, cu funcția-distanță d (cum ar fi un șir de numere raționale, numere reale, numere complexe, puncte într-un spațiu normat):

Un element {\displaystyle L\in M} este numit limita șirului și se notează:
{\displaystyle \lim _{n\to \infty }x_{n}=L,}
dacă și numai dacă, pentru orice număr real ε > 0, există un număr natural N astfel încât pentru orice n > N,  d(xn,L) < ε.

## Exemple
- Șirul 1, -1, 1, -1, 1, ... este divergent.
- Șirul 1/2, 1/2 + 1/4, 1/2 + 1/4 + 1/8, 1/2 + 1/4 + 1/8 + 1/16, ... are limita 1. Acesta este un exemplu de serie infinită.
- Dacă a este un număr real cu modul|a| < 1, atunci șirul an are limita zero. Dacă 0 < a, atunci șirul a1/n are limita 1.

De asemenea:
{\displaystyle \lim _{n\to \infty }{\frac {1}{n^{p}}}=0{\hbox{, dacă }}p>0}

{\displaystyle \lim _{n\to \infty }a^{n}=0{\hbox{, dacă }}|a|<1}

{\displaystyle \lim _{n\to \infty }n^{\frac {1}{n}}=1}

{\displaystyle \lim _{n\to \infty }a^{\frac {1}{n}}=1{\hbox{, dacă }}a>0}

## Cazul șirurilor de funcții
Definiție.
Fie {\displaystyle (f_{n})_{n}} un șir de funcții, {\displaystyle f_{n}:[a,b]\to \mathbb {R} .}
Se spune că șirul {\displaystyle (f_{n})_{n}} este punctual convergent pe {\displaystyle [a,b]} către f pentru {\displaystyle n\to \infty } și se scrie {\displaystyle f_{n}{\overset {PC}{\longrightarrow }}f} dacă {\displaystyle f_{n}(x_{0})\to f(x_{0})} (în {\displaystyle \mathbb {R} }) pentru {\displaystyle \forall x\in [a,b].}
Definiție.
Un șir {\displaystyle (f_{n})_{n}} de funcții {\displaystyle f_{n}:[a,b]\to \mathbb {R} .} se numește uniform convergent pe {\displaystyle [a,b]} către o funcție {\displaystyle f:[a,b]\to \mathbb {R} .} și se scrie {\displaystyle f_{n}{\overset {UC}{\longrightarrow }}f}  dacă este îndeplinită următoarea condiție:
{\displaystyle \forall \varepsilon >0\;\exists N(\varepsilon )} natural astfel încât {\displaystyle \forall n\geq N(\varepsilon )} să existe relația {\displaystyle |f_{n}(x)-f(x)|<\varepsilon ,} pentru {\displaystyle \forall x\in [a,b].}
Teoremă.
(a) Un șir {\displaystyle (f_{n})_{n}} de funcții mărginite, {\displaystyle f_{n}:[a,b]\to \mathbb {R} } (adică: {\displaystyle f_{n}\in {\mathcal {M}},\;\forall n\geq 0}) este uniform convergent către o funcție {\displaystyle f\in {\mathcal {M}}} dacă și numai dacă {\displaystyle \lim _{n\to \infty }\|f_{n}-f\|=0.}
(b) Orice șir de funcții {\displaystyle f_{n}:[a,b]\to \mathbb {R} } uniform convergent pe {\displaystyle [a,b]} este punctual convergent pe {\displaystyle [a,b];} reciproca este falsă.

### Exemplu
Fie {\displaystyle [a,b]=[0,1]} și {\displaystyle f_{n}(x)=x^{n},\;n\geq 1.}
Evident {\displaystyle \forall x\in [a,b]:}
{\displaystyle \lim _{n\to \infty }={\begin{cases}0,&daca\;x\in [0,1)\\1,&daca\;x=1\end{cases}}}
adică {\displaystyle f_{n}{\overset {PC}{\longrightarrow }}f,} unde:
{\displaystyle f(x)={\begin{cases}0,&daca\;x\in [0,1)\\1,&daca\;x=1\end{cases}}}
Dar {\displaystyle \|f_{n}-f\|=\sup _{x\in [0,1)}|f_{n}(x)-f(x)|=\max(\sup _{x\in [0,1)}f_{n}(x)-f(x),\;f_{n}(1)-f(1)|)=\max(\sup _{x\in [0,1)}x^{n},0)=1,\;} deci {\displaystyle \lim _{n\to \infty }\|f_{n}-f\|=1\neq 0.}
Așadar, șirul {\displaystyle f_{n}} este {\displaystyle PC,} dar nu este {\displaystyle UC} pe {\displaystyle [0,1).}